# Celama minima
Celama minima är en fjärilsart som beskrevs av Warnecke 1938. Celama minima ingår i släktet Celama och familjen trågspinnare. Inga underarter finns listade i Catalogue of Life.